# Oingo Lake
Der Oingo Lake ist ein See im Hastings District der Region Hawke’s Bay auf der Nordinsel von Neuseeland.

## Geographie
Der Lake Oingo Lake befindet sich rund 7,5 km westsüdwestlich von Napier und rund 7,7 km nordwestlich von Hastings auf der Nordseite des Ngaruroro River. Der 85 Hektar große und maximal 2,9 m tiefe See erstreckt sich über eine Länge von rund 2,05 km in Nordnordwest-Südsüdost-Richtung und über eine maximale Breite von rund 570 m in Westsüdwest-Ostnordost-Richtung. Die Uferlinie des Sees bemisst sich auf rund 5,1 km.
Das ca. 10 km² große Wassereinzugsgebiet des Oingo Lake liegt hauptsächlich im Norden des See, von dem auch die beiden Bäche über das nördlich des Sees angrenzende Feuchtgebiet ihre Wässer zutragen. Entwässert wird der See hingegen an seinem südlichen Ende über den Paherumanihi Stream, der über den Tutaekuri Waimate Stream dem Ngaruroro River zuträgt.
Westlich des Sees sind die beiden kleineren Seen Kautuku Swamp (1,0 km entfernt) und Hurimoana Swamp, (1,7 km entfernt) zu finden und in gut 3,0 km Entfernung der Rūnanga Lake.